# Максвілл (Канзас)
Максвілл (англ. Macksville) — місто (англ. city) в США, в окрузі Стаффорд штату Канзас. Населення — 471 особа (2020).

## Географія
Максвілл розташований за координатами 37°57′26″ пн. ш. 98°58′8″ зх. д. / 37.95722° пн. ш. 98.96889° зх. д. (37.957222, -98.968839).  За даними Бюро перепису населення США в 2010 році місто мало площу 2,59 км², уся площа — суходіл.

## Демографія
Згідно з переписом 2010 року, у місті мешкало 549 осіб у 197 домогосподарствах у складі 144 родин. Густота населення становила 212 особи/км².  Було 230 помешкань (89/км²).
Расовий склад населення:
| - 80,3 % — білих - 1,3 % — корінних американців - 0,4 % — азіатів - 16,0 % — осіб інших рас |

До двох чи більше рас належало 2,0 %. Частка іспаномовних становила 33,7 % від усіх жителів.
За віковим діапазоном населення розподілялося таким чином: 33,0 % — особи молодші 18 років, 53,5 % — особи у віці 18—64 років, 13,5 % — особи у віці 65 років та старші. Медіана віку мешканця становила 32,0 року. На 100 осіб жіночої статі у місті припадало 92,0 чоловіків;  на 100 жінок у віці від 18 років та старших — 85,9 чоловіків також старших 18 років.
Середній дохід на одне домашнє господарство  становив 48 599 доларів США (медіана — 40 556), а середній дохід на одну сім'ю — 55 841 долар (медіана — 46 528). За межею бідності перебувало 24,4 % осіб, у тому числі 36,2 % дітей у віці до 18 років та 13,5 % осіб у віці 65 років та старших.
Цивільне працевлаштоване населення становило 252 особи. Основні галузі зайнятості: сільське господарство, лісництво, риболовля — 32,5 %, освіта, охорона здоров'я та соціальна допомога — 28,2 %, роздрібна торгівля — 10,7 %, мистецтво, розваги та відпочинок — 6,7 %.